# Devin Miles
Devin Miles (* 12. Mai 1961 in Duisburg) ist ein deutscher Künstler. Er gilt als Vertreter der Contemporary German Pop Art.

## Leben
Miles absolvierte zunächst zwei handwerkliche Ausbildungen, unter anderem im Gartenbau, bevor er sich 2001 der Bildenden Kunst zuwandte. Anfangs experimentierte er noch mit digitaler Kunst, wandte sich dann aber einer Symbiose aus Siebdruck und Malerei zu. Seine Spezialität sind aufwendige Siebdruck-Collagen, die mittels Photoshop entwickelt und über manuelle und digitale Druckverfahren in Serie produziert werden. Mit dem Pinsel aufgebrachte Farbspritzer vollenden den Unikateindruck.
Miles ist verheiratet, hat drei Kinder und lebt in der Nähe von Hamburg. Er betreibt zusammen mit seiner Ehefrau einen Kunstvertrieb mit Galerien an der Ostsee, die als Vertriebszentrum seiner Werke sowie der Werke anderer Künstler dienen. Sein Talent im Bereich der digitalen Kunstdrucke setzt er gelegentlich ein, um limitierte Kunstdrucke der Unikate seiner lizenzierten Künstler zu vertreiben.

## Werk
Devin Miles ist ein Künstler der Pop Art. Er bewundert die Arbeit von Robert Rauschenberg und hat sich nach ersten Versuchen im Bereich der Medienkunst für den Siebdruck als Technik entschieden. Dabei verwendet er seit 2006 in erster Linie gebürstete Aluminiumtafeln als Medium. Mit manchmal mehr als 20 Sieben bringt er seine Motive auf. Zusätzlich übermalt er sie und besprüht sie mit der Airbrush-Pistole.
Motivisch ist Miles von der Welt des amerikanischen und europäischen Kinos der 1950er- und 1960er-Jahre beeinflusst. So wählt er Porträts berühmter Schauspieler dieser Zeit wie Marilyn Monroe, Brigitte Bardot, Romy Schneider, James Dean oder Steve McQueen und kombiniert sie in Pop-Art-typischer Art und Weise mit Symbolen der Alltags- und Konsumkultur.
Seit etwa 2015 verwendet Miles statt Aluminiumplatten flache Holzkästen, die er mit Blattgold oder Blattsilber belegt. Auf diese Oberfläche bringt er dann die Drucke und die malerischen Elemente auf. Motivisch blieb er zwar den Gesichtern der Film-Ikonen treu, kombiniert sie aber mit Figuren aus Literatur und Mythologie.
Die Werke von Miles werden international ausgestellt und von Galerien in Deutschland, der Schweiz, Spanien, den USA und Israel verbreitet. Seit 2015 ist Miles in der Sammlung des Unternehmers und Kunstmäzens Reinhold Würth vertreten.

## Ausstellungen (Auswahl)
- Hotel Adlon Kempinski, Berlin (D)
- Pitarohecht, Herzliya Pituach (IL)
- Art Box Berlin, Timmendorfer Strand (D)
- Kameha Suite, Frankfurt/Main (D)
- Contemporary Art Fair, Zürich (CH)
- Galerie Löser, Erfurt (D)
- Art Karlsruhe, Karlsruhe (D)
- Galerie Proarta, Zürich (CH)
- Art Fair, Köln (D)
- Galerie Ilka Klose, Würzburg (D)
- Galerie Löffel, Basel (CH)
- Art Innsbruck, Innsbruck (A)
- Galerie Hodler, Thun (CH)
- Galerie am Park, Davos (CH)
- Galeria K, Palma de Mallorca (E)
- Stroke, München (D)
- Fame Gallery, Zürich (CH)
- Galerie Schmid, Zug (CH)